# Sigytes
Sigytes Simon, 1902 è un genere di ragni appartenente alla famiglia Salticidae.

## Distribuzione
Delle tre specie oggi note di questo genere due sono diffuse dal Queensland alla isole Figi; la terza è endemica dello Sri Lanka.

## Tassonomia
A dicembre 2010, si compone di tre specie:
- Sigytes albocinctus (Keyserling, 1881) — Queensland
- Sigytes diloris (Keyserling, 1881) — dal Queensland alle Isole Figi
- Sigytes paradisiacus Simon, 1902[2] — Sri Lanka

### Specie trasferite
- Sigytes dialeuca (L. Koch, 1881); trasferita al genere Lycidas Karsch, 1878[1]
- Sigytes scutulatus (L. Koch, 1881); trasferita al genere Lycidas Karsch, 1878[1]